# Matthew Algernon Adams
Pour les articles homonymes, voir Adams.
Matthew Algernon Adams, né le 9 août 1836 à Londres et mort le 29 avril 1913 à Bearsted, est un médecin britannique. 
Membre du Royal Institute of Chemistry, il est président de la Society of Public Analysts en 1889-1890.

## Biographie
Matthew Adams est né à Londres. Il étudie la médecine au Guy's Hospital où il assiste aux cours de chimie de William Odling. Après avoir été interne au dispensaire public de Leeds, il s'établit, peu après 1860, comme médecin à Maidstone. Il se spécialise en chirurgie oculaire, domaine dans lequel il excelle et acquiert une renommée internationale. Travailleur et cultivé, il a de larges intérêts scientifiques, avec une prédilection pour la chimie. En 1874, alors que le Sale of Food and Drugs Bill est en discussion parlementaire, Adams travaille quelque temps dans le laboratoire de James Alfred Wanklyn et est nommé la même année analyste public pour le comté de Kent. Il occupe ce poste jusqu'en 1911.